# 陶邵轩墓
陶邵轩墓，是位于中国福建省宁德市柘荣县乍洋乡石山村埂里自然村后门山包的一个清代古墓葬，2011年7月入选第八批柘荣县文物保护单位。
陶邵轩墓是清朝官员陶邵轩的墓葬，墓地建于乾隆二十五年（1760年），坐西南朝东北，青石、花岗石和三合土混合结构，地面结构呈风字形。通面阔12.2米，通进深22.05米，有四级墓埕，每级高约10厘米，前三级有石旗杆夹、石栅栏、石鼓等构件，第四级进深1.25米，面阔2.7米，供台上建青石构四柱三楼式享亭，中门内壁的墓碑上刻有墓主的相关信息。现总体保存完好。